# Дорога в пекло (фільм)
Дорога в пекло (англ. Road to Hell) — американський трилер 2008 року.

## Сюжет
Зневірившись знайти правду на війні, розчарувавшись у житті і в людях, колишній солдат Коді повертається в рідне місто, де сподівається відшукати свою давню любов. Але замість розради в обіймах коханої дівчини доля готує йому зустріч з двома небезпечними психопатками.

## У ролях
- Майкл Паре — Коді
- Клер Крамер — Кейтлін
- Кортні Пелдон — Ешлі
- Роксі Ганн — Еллен Дрім
- Кріс Реджект Кінг — Кріс Реджект
- Райан Амман — Райан Джей
- Джон Міллс — Мон Джиллс
- Пейдж Лорен Білліот — Бебі Долл
- Аніта Ліман — Еллен
- Лорен Сазерленд — Маккой
- Дебора Ван Валкенберг — сестра